# Dénes József (labdarúgó)
Dénes József (Kispest, 1905. szeptember 4. – Pestújhely, 1936. október 30.) válogatott labdarúgó, kapus.

## Családja
Szülei Dénes János gépgyári munkás és Kiss Margit.

## Pályafutása

### Klubcsapatban
A Kispest labdarúgója volt. Jó fizikumú, magas kapus volt, aki nem minden esetben őrizte meg higgadtságát, ami teljesítményére is kihatással volt.

### A válogatottban
1928 és 1929 között két alkalommal védett a magyar labdarúgó-válogatottban. Mindkétszer Svájc ellen szerepelt a kezdőcsapatban és összesen öt gólt kapott. Ennek ellenére győzött a válogatott: előbb 3–1-re, majd 5–4-re.

## Statisztika

### Mérkőzései a válogatottban
| Magyarország | Magyarország      | Magyarország              | Magyarország | Magyarország | Magyarország | Magyarország | Magyarország | Magyarország |
| #            | Dátum             | Helyszín                  | Hazai        | Eredmény     | Vendég       | Kiírás       | Gólok        | Esemény      |
| ------------ | ----------------- | ------------------------- | ------------ | ------------ | ------------ | ------------ | ------------ | ------------ |
| 1.           | 1928. november 1. | Budapest, Üllői úti pálya | Magyarország | 3 – 1        | Svájc        | Európa-kupa  | -            |              |
| 2.           | 1929. április 14. | Bern                      | Svájc        | 4 – 5        | Magyarország | Európa-kupa  | -            |              |
|              | Összesen          |                           |              | 2            | mérkőzés     |              | 0            | gól          |